# چیزهای عجیب (فیلم)
چیزهای عجیب (انگلیسی: Stranger Things) یک فیلم درام به کارگردانی النور برک و رون ایال است که در سال ۲۰۱۰ منتشر شد.